# Stefano Farina
Stefano Farina (Genova, 1962. szeptember 19. – Genova, 2017. május 23.) olasz nemzetközi labdarúgó-játékvezető. Polgári foglalkozása biztosítási ügynök.

## Pályafutása

### Nemzeti játékvezetés
A játékvezetői vizsgát 1979-ben szerezte meg. 1993-1994 között Serie B, 1995-től a Serie A labdarúgó bajnokság minősített játékvezetője. UEFA besorolás szerint a „mester” kategóriába tevékenykedett. Az aktív nemzeti játékvezetéstől 2009-ben vonult vissza. Első ligás mérkőzéseinek száma: 236.

#### Nemzeti kupamérkőzések
Vezetett Kupa-döntők száma: 2.

##### Olasz-szuperkupa
| Időpont             | Helyszín                    | Mérkőzés típusa | Mérkőzés                | Eredmény | Nézők száma |
| ------------------- | --------------------------- | --------------- | ----------------------- | -------- | ----------- |
| 2000. szeptember 8. | Olimpiai Stadion, Róma      | döntő           | SS Lazio–Internazionale | 4 : 3    | 65 000      |
| 2002. augusztus 25. | Június 11. Stadion, Tripoli | döntő           | Juventus–Parma FC       | 2 : 1    | 40 000      |

#### Nemzetközi játékvezetés
Az Olasz labdarúgó-szövetség Játékvezető Bizottsága (JB) terjesztette fel nemzetközi játékvezetőnek, a Nemzetközi Labdarúgó-szövetség (FIFA) 2001-től tartotta nyilván bírói keretében. Az olasz nemzetközi játékvezetők rangsorában, a világbajnokság-Európa-bajnokság sorrendjében többedmagával a 3. helyet foglalja el 13 találkozó szolgálatával. Az aktív nemzetközi játékvezetéstől 2007-ben a FIFA JB 45 éves korhatárát elérve búcsúzott. 16 válogatott találkozót vezetett.

#### Világbajnokság
A 2002-es labdarúgó-világbajnokság és a 2006-os labdarúgó-világbajnokság selejtezőin a FIFA JB játékvezetőként alkalmazta.
| Időpont             | Helyszín                         | Mérkőzés típusa                                            | Mérkőzés                | Eredmény | Nézők száma |
| ------------------- | -------------------------------- | ---------------------------------------------------------- | ----------------------- | -------- | ----------- |
| 2001. június 6.     | José Alvalade Stadion, Lisszabon | 2002-es labdarúgó-világbajnokság előselejtező (2. csoport) | Portugália–Ciprus       | 6 : 0    | 35 000      |
| 2004. május 29.     | Hindmarsh Stadion, Adelaide      | 2006-os labdarúgó-világbajnokság OFC zónadöntő             | Tahiti–Fidzsi-szigetek  | 0 : 0    | 3 000       |
| 2004. június 2.     | Hindmarsh Stadion, Adelaide      | 2006-os labdarúgó-világbajnokság Óceánia (OFC) zónadöntő   | Új-Zéland–Vanuatu       | 2 : 4    | 356         |
| 2004. szeptember 8. | Śląski Stadion, Chorzów          | 2006-os labdarúgó-világbajnokság előselejtező (6. csoport) | Lengyelország–Anglia    | 1 : 2    | 38 000      |
| 2004. október 9.    | Tehelne Pole Stadion, Pozsony    | 2006-os labdarúgó-világbajnokság előselejtező (3. csoport) | Szlovákia–Lettország    | 4 : 1    | 13 025      |
| 2005. június 4.     | Mestalla Stadion, Valencia       | 2006-os labdarúgó-világbajnokság előselejtező (7. csoport) | Spanyolország–Litvánia  | 1 : 0    | 30 000      |
| 2005. szeptember 7. | Népstadion, Budapest             | 2006-os labdarúgó-világbajnokság előselejtező (8. csoport) | Magyarország–Svédország | 0 : 1    | 20 161      |
| 2005. október 12.   | Központi Stadion, Amszterdam     | 2006-os labdarúgó-világbajnokság előselejtező (1. csoport) | Hollandia–Macedónia     | 0 : 0    | 50 000      |

A 2004-es labdarúgó-Európa-bajnokság és a 2008-as labdarúgó-Európa-bajnokság selejtezőin az UEFA JB játékvezetőként foglalkoztatta.
| Időpont             | Helyszín                               | Mérkőzés típusa                                               | Mérkőzés             | Eredmény | Nézők száma |
| ------------------- | -------------------------------------- | ------------------------------------------------------------- | -------------------- | -------- | ----------- |
| 2003. április 2.    | Qemal Stafa Stadion, Tirana            | 2004-es labdarúgó-Európa-bajnokság előselejtező (10. csoport) | Albánia–Írország     | 0 : 0    | 20 000      |
| 2006. szeptember 2. | Farul Stadion, Konstanca               | 2008-as labdarúgó-Európa-bajnokság előselejtező (G. csoport)  | Románia–Bulgária     | 2 : 2    | 15 000      |
| 2007. március 28.   | Commerzbank Stadion, Frankfurt am Main | 2008-as labdarúgó-Európa-bajnokság előselejtező (C. csoport)  | Törökország–Norvégia | 2 : 2    |             |
| 2007. szeptember 8. | Tehelne Pole Stadion, Pozsony          | 2008-as labdarúgó-Európa-bajnokság előselejtező (D. csoport)  | Szlovákia–Írország   | 2 : 2    | 12 400      |
| 2007. október 17.   | Ramat Gan Stadion, Tel-Aviv            | 2008-as labdarúgó-Európa-bajnokság előselejtező (E. csoport)  | Izrael–Oroszország   | 2 : 1    | 37 500      |

2006-ban ő vezette az Európai Szuperkupa döntőjét.
| Időpont             | Helyszín                 | Mérkőzés típusa | Mérkőzés                | Eredmény | Nézők száma |
| ------------------- | ------------------------ | --------------- | ----------------------- | -------- | ----------- |
| 2006. augusztus 25. | Louis II Stadion, Monaco | döntő           | FC Barcelona–Sevilla FC | 0 : 3    | 17 480      |

## Sportvezetőként
Az aktív játékvezetői szolgálata után a Serie D, majd a Serie C Játékvezető Bizottság (JB) elnöke.

## Szakmai sikerek
Az IFFHS (International Federation of Football History & Statistics) 1987-2011 évadokról tartott nemzetközi szavazásán 151. játékvezető besorolásával minden idők 117. legjobb bírójának rangsorolta, holtversenyben  Dzsamál as-Saríf, Massimo de Santis, Dermot Gallagher, Eduardo Iturralde González, Gianluca Paparesta, Marco Rodríguez és Alekszej Nyikolajevics Szpirin társaságában.